# ألتير
ألتير ( تنطق بالهولندية: [ˈaːltər]) هو بلدية تقع بين بروج وغنت في بلجيكا محافظة فلاندرز الشرقية. في 1 يناير 2007، كان عدد سكان آلتير 18887. المساحة الإجمالية 81.92 كيلومتر مربع مما يعطي كثافة سكانية 231 نسمة لكل كيلومتر مربع. رئيس البلدية هو بيتر دي كريم. اعتبارًا من 1 يناير 2019، تم دمج بلدية کنسولر في ألتير.

## صالة العرض

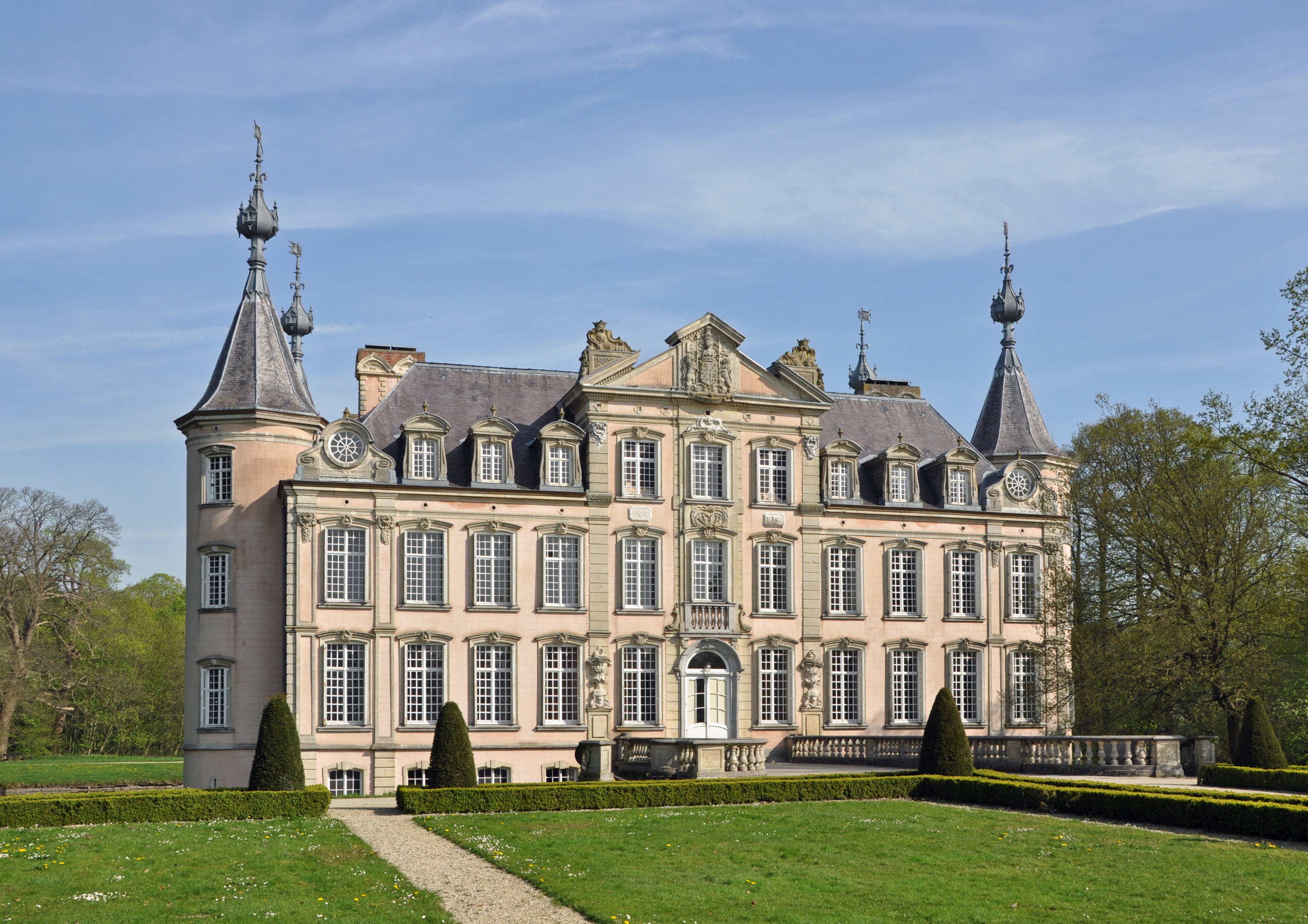
قلعة بويك
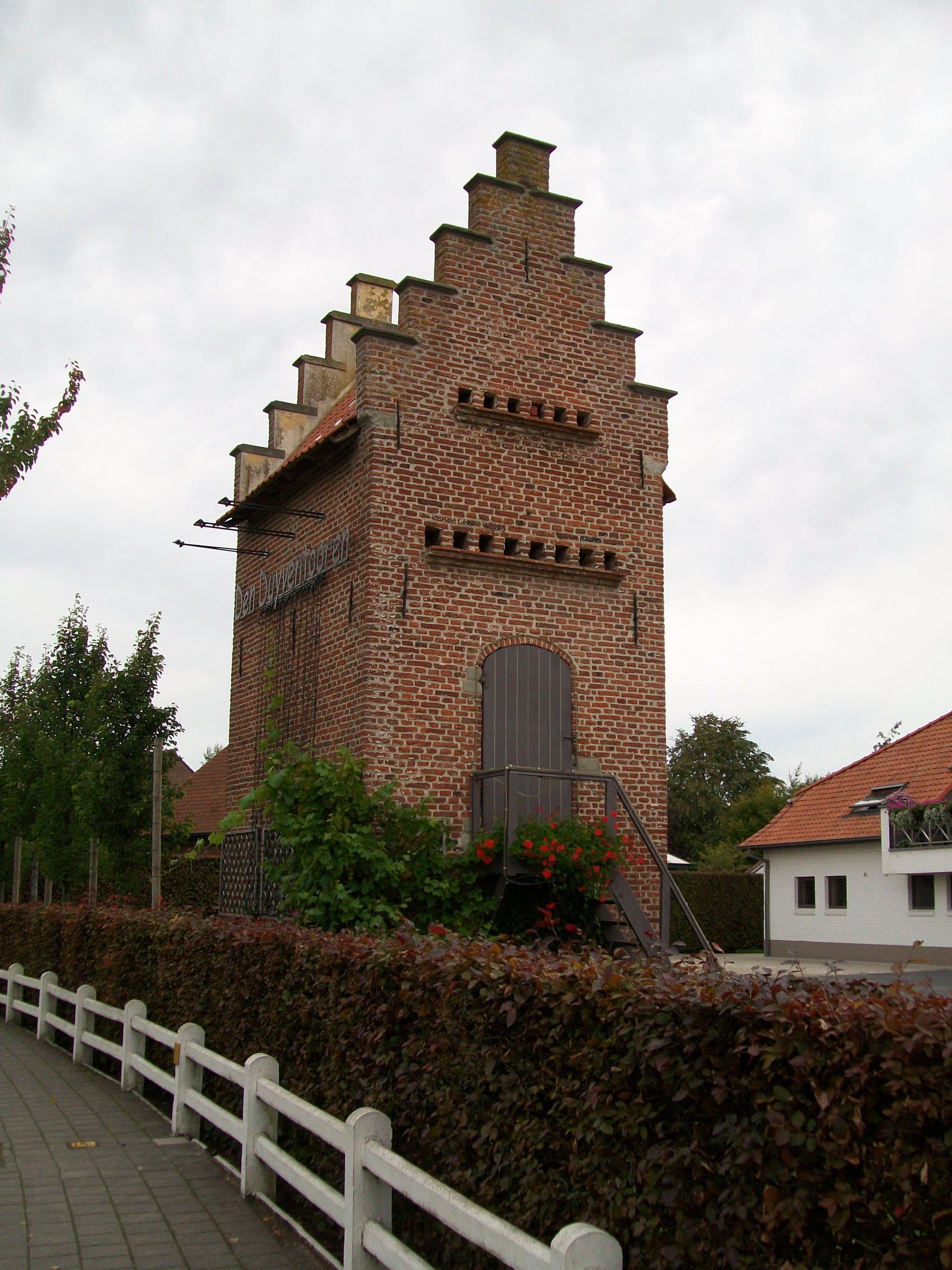
برج الحمام في بيليم
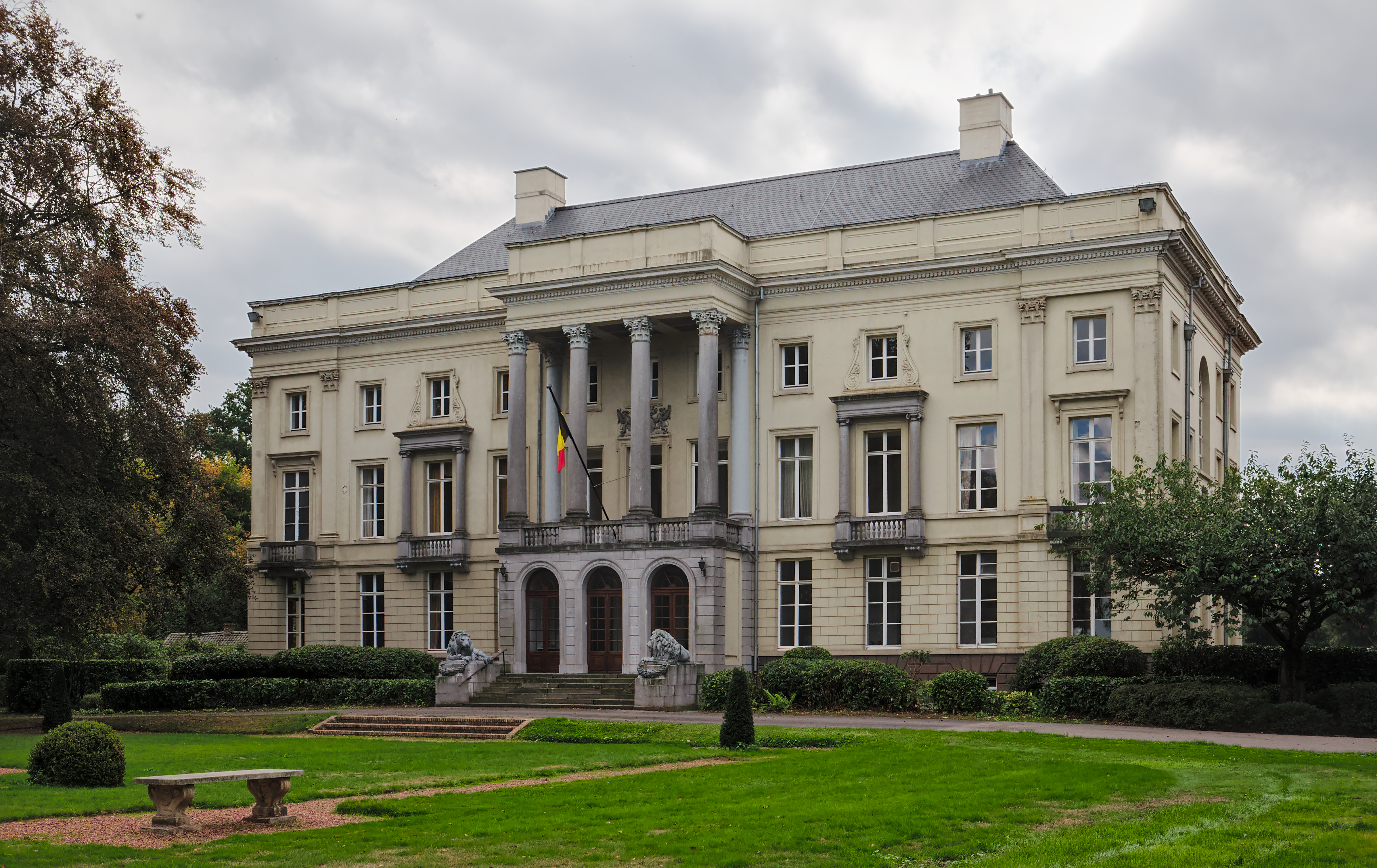
قلعة مارياهوف في بيليم

## وصلات خارجية
- الموقع الرسمي
- متوفر فقط باللغة الهولندية
- صفحة حول ألتير